# Museum Villa Haiss

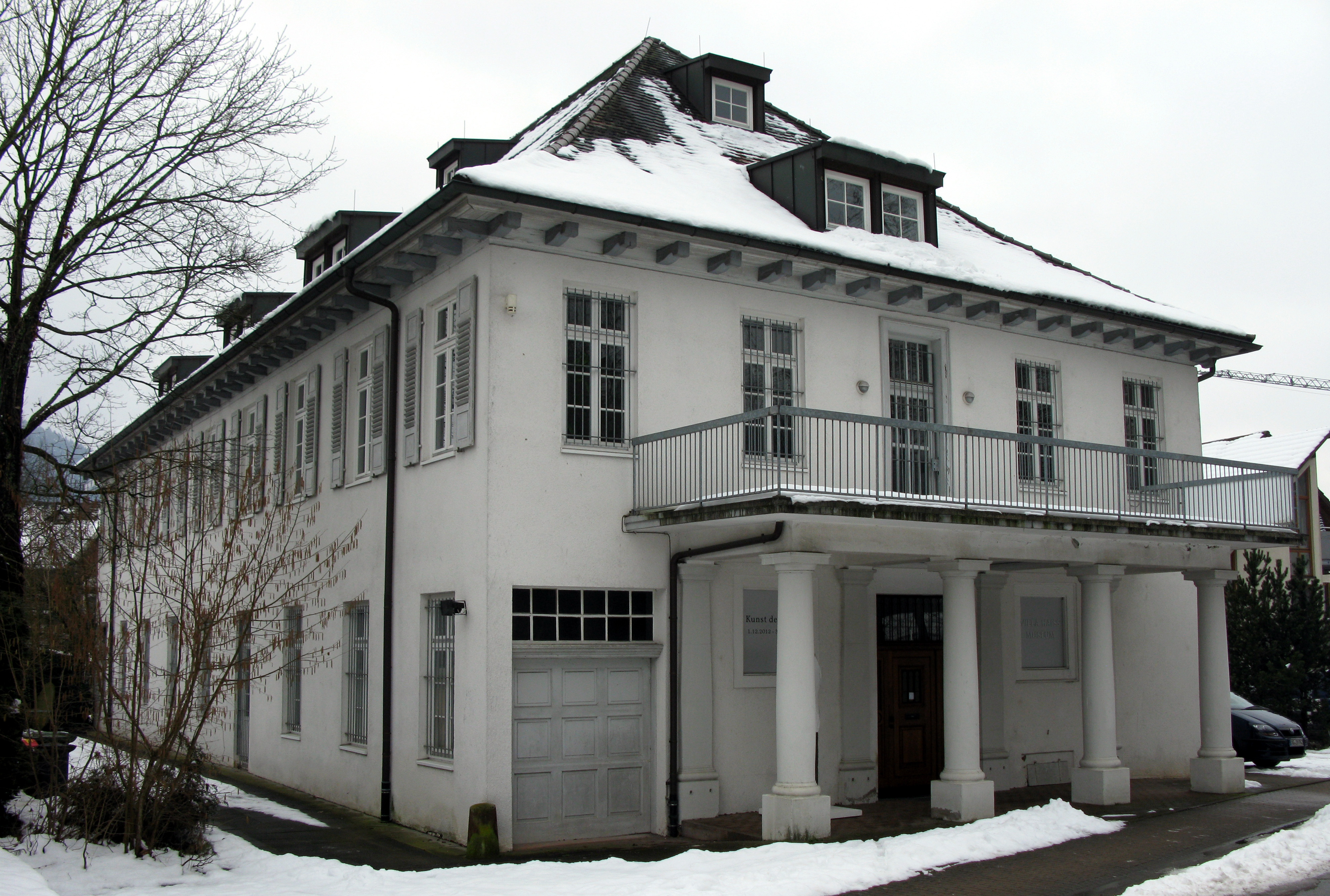
Villa Haiss

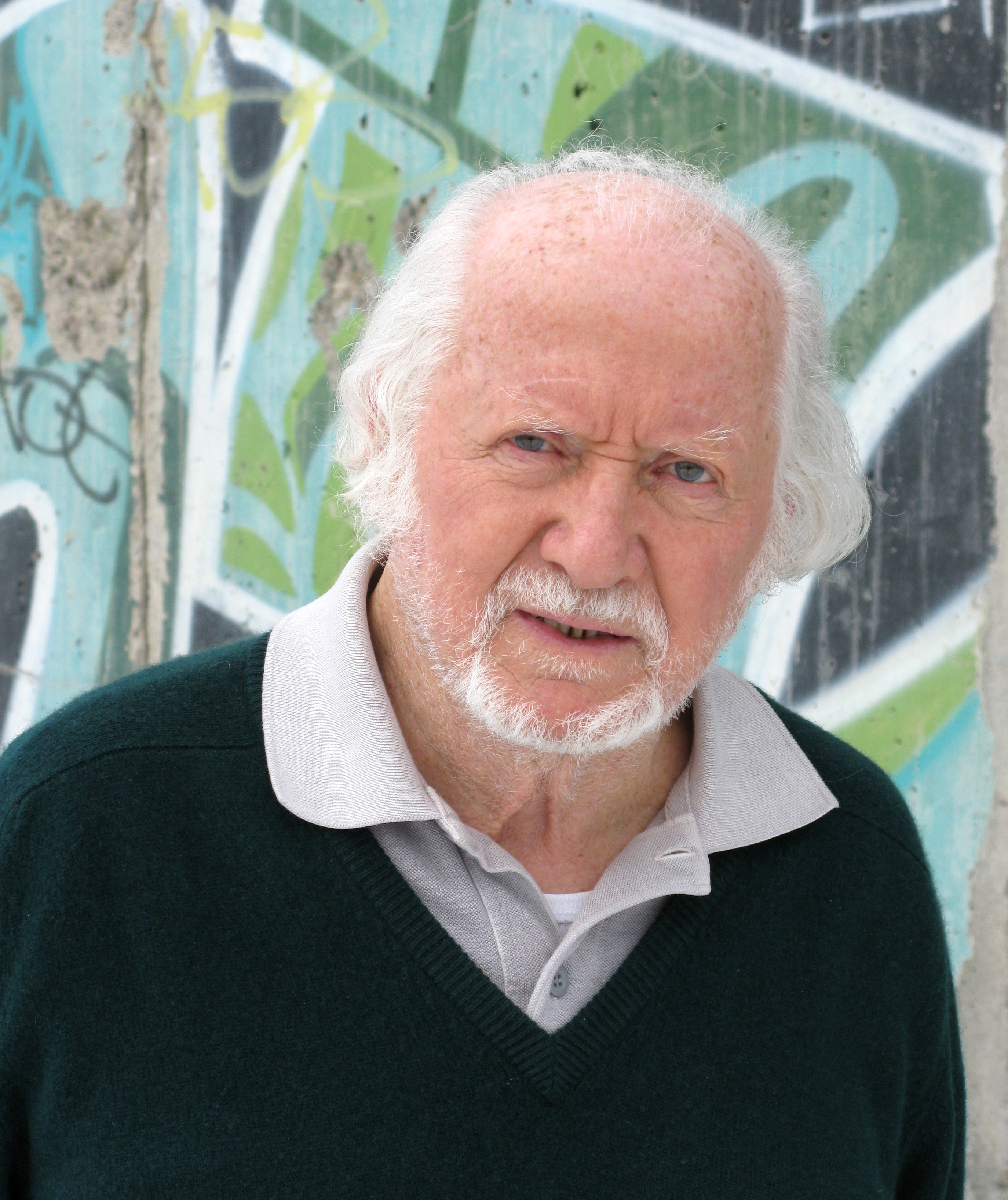
Walter Bischoff vor "seiner" Berliner Mauer

Das Museum Villa Haiss ist ein privates Museum für moderne Kunst in Deutschland. Es befindet sich in dem badischen Ort Zell am Harmersbach, einer ehemaligen Freien Reichsstadt im Ortenaukreis, unweit von Offenburg. Das 1830 von einem Fabrikanten erbaute, heute denkmalgeschützte Haus, wurde in den 1990er Jahren von dem Galeristen Walter Bischoff erworben, der die Villa restaurierte und nach zweijähriger Umbauzeit 1997 als privates Museum für zeitgenössische Kunst eröffnete. Für Ausstellungen stehen insgesamt 850 m² zur Verfügung. Das Museum zeigt eine repräsentative Sammlung mit Malerei, Fotografien und Skulpturen der europäischen und amerikanischen Kunst seit 1945. Im gegenüber liegenden Park befinden sich aus der Museumsammlung seit 1999 fünf Originalelemente der Berliner Mauer. Dies sind die einzigen fünf zusammenhängenden Teile außerhalb Berlins.
In den beiden Obergeschossen wird die ständige Ausstellung präsentiert. Zu den circa 140 Werken der gezeigten Sammlung gehören Arbeiten der Künstler Joseph Beuys, Jürgen Brodwolf, Christo, Yves Klein, Arnulf Rainer, Gerhard Richter, Julian Schnabel, Walter Stöhrer und Jean Tinguely. Die amerikanische Pop Art ist mit Arbeiten von Mel Ramos, James Rosenquist, Andy Warhol und Tom Wesselmann vertreten. Die Fotoabteilung zeigt Werke u. a. von Thomas Ruff und Cindy Sherman.
Im Erdgeschoss finden jährlich drei bis vier Wechselausstellungen mit Arbeiten zeitgenössischer Künstler statt. Gezeigt wurden unter anderem Einzelausstellungen der Künstler Antoni Tàpies (2007), Max Kaminski und Bernd Mayer (2006) und Heinz Mack (2005). Bis Ende Dezember 2008 war eine Retrospektive mit Malerei von Joachim Hiller zu sehen. In der zweiten Jahreshälfte 2011 zeigte das Museum Fotografien von Thomas Ruff aus den Serien Architektur, Cassini, Maschinen, Nacht, Nudes und Porträts.
Nach Voranmeldung finden Führungen in deutscher und englischer Sprache statt.